# Julien Hébert
Pour les articles homonymes, voir Hébert.
Julien Hébert, né à Rigaud le 19 août 1917 et mort à Montréal le 24 mai 1994 à l'âge de 76 ans, est un dessinateur, peintre, sculpteur et designer. En tant que pionnier du design au Québec, il a notamment joué un rôle dans le développement de l'éducation, soutenu l'industrie locale et conçu de nombreuses pièces emblématiques du Québec.

## Biographie
Né dans une famille nombreuse, Julien Hébert a embrassé une carrière semblable à son père et son oncle, qui travaillaient tous deux dans le domaine du dessin, de l’architecture et la construction. Cela lui a permis d’acquérir rapidement certaines notions dans ces domaines et d’avoir des sources d’inspirations. D'ailleurs, deux de ses frères vont aussi devenir architectes. Il effectue sa scolarité au collège André-Grasset(1930-1936) et rencontre Paul-Émile Borduas, son professeur d’art, qui va enseigner par la suite à l’École du Meuble. Il poursuit ses études à l’École des Beaux-Arts de Montréal (1936-1941) et y reçoit un baccalauréat (1943). Interessé par la sculpture, mais surtout par la place de l’art dans la société, il décide de faire une licence (1944) de philosophie de l’Université de Montréal. Il commence sa carrière en tant que professeur de sculpture et d’histoire de l’art à l’École des Beaux-Arts (1944-1946). 
Toutefois, ayant reçu une bourse du gouvernement de la Province de Québec, il séjourne à Paris d’octobre 1946 à avril 1948 avec sa première épouse Louise Monette (1915-1960), où il étudie la sculpture, en tant qu'assistant avec Ossip Zadkine à l'Académie de la Grande Chaumière. À son retour au Québec, il retrouve son poste d'enseignant à l'École des Beaux-Arts (1948-1958). En 1956, il se dirige vers l’École du Meuble, devenue par la suite Institut des Arts appliqués, où il enseignera pendant dix ans. Or, il est également  nommé président de l’Association des Designers Industriels du Canada, association à laquelle il a contribué à la creation, en 1958. De plus, il enseignera à l’École d'architecture (1977) et enfin à l’École de design industriel (1978-1984) de l’Université de Montréal. 
Attiré très tôt par le dessin, il publie des bandes dessinées et des planches humoristiques dans la revue François de la Jeunesse étudiante catholique (Mouchette, L'As des Montagnes, Les Loups-Garous de Beauchâtel, Le Dernier des Saute-à-Pic et Yves l’Aventurier).
Puis, en 1951, il s’oriente vers le design, alors dénommé «esthétique industrielle», en participant au concours organisé par Le Conseil National de l’esthétisme. Grâce à son expérience en sculpture et autres domaines des arts, il désigne notamment des chaises innovantes en aluminium pouvant se plier. En 1953, Contour Lounge Chair voit le jour; produite à Montréal par Siegmund Werner , elle est sa création la plus connue. Elle lui vaut de nombreuses récompenses, notamment d’être exposés au Museum of Modern Art de New York et à la dixième Triennale de Milan (1954). À la même époque, il dessine des médailles, des lampes (pour la compagnie Electrolier), divers meubles qu’il produit en association avec Yves Groulx dans la compagnie Greber. Ses principales sculptures datent de cette époque: murales d’aluminium pour des immeubles de Bell Canada, murale en céramique pour l’école secondaire Saint-Thomas de Pointe-Claire et grande murale d’aluminium installée dans le foyer de la salle Wilfrid-Pelletier de la Place des Arts à Montréal.
Pendant les années 1960, Hébert fonde un bureau, Hébert & Lalonde, où il forme de jeunes designers (parmi lesquels Albert Leclerc, Marcel Girard et Michel Dallaire) et remplit d’importantes commandes, notamment pour le pavillon du Canada à Expo 67 et celui du Québec à l’exposition universelle d’Osaka en 1970, tout en poursuivant dans la voie du design graphique et de la sculpture, souvent en association avec l'architecte Jean-Louis Lalonde. 
À partir des années 1970-1975, il prend un certain recul dans sa pratique et effectue de longs séjours d’étude et de réflexion d’abord à Rome (1969-1970, 1973) puis à La-Tour-de-Peilz en Suisse (1974) avec sa seconde épouse, Alice Guérin (1936-1985). En 1971, en tant qu'humaniste préoccupé par les enjeux de production, d'identité des objets et aux dimensions sociales et économiques, il présente un projet d'industries locales à petite échelle. Son intention est de fabriquer des objets tout en créant des opportunités d'emplois. Toutefois, son projet ne verra malheureusement jamais le jour.
Somme toute, il enseigne jusqu’à la fin de sa carrière à l’École de design industriel de l’Université de Montréal. Tout au long de sa vie, il fait partie de plusieurs associations, notamment en tant que membre du Conseil des Arts de Montréal et directeur de la Fondation Jean-Paul-Rippelle. Il participe également à plusieurs expositions et est membre de jury à nombreuses reprises.
Le fonds d'archives de Julien Hébert est conservé au Musée national des beaux-arts du Québec.

## Sa vision du design
Julien Hébert a marqué l’histoire du design au Québec de son empreinte unique. En effet, sa vision du design a donné naissance à des créations mémorables dans nos sociétés, spécialement au Québec. De plus, il a tracé une voie pour de nombreuses générations de designers et d’artistes à travers le monde. Pionnier du design industriel, il a particulièrement mis de l’avant l’esthétique industrielle dans ses créations.À l’époque, l’apparition de ce style établit une identité unique au Québec. Cette esthétique fortement influencée du modernisme, s’allie avec sa fonctionnalité et son art devint notamment populaire à l’international. De plus, il cherche également à contribuer socialement, en créant des espaces qui favorisent l’interaction sociale. On constate aussi une fierté locale à travers ses travaux, voire exprimer le design québécois à l’internationale comme dans l’emblème de l’Expo 67.

## Implication dans l’éducation et philosophie
Julien Hébert contribue fortement au développement de la profession et à la formation des nouveaux designers du Québec. Il cherche dans les années 60-70 à ouvrir une école de design à l’université grâce à l’aide du gouvernement, mais ses demandes seront souvent refusées. Julien Hebert est un fervent du mouvement moderne et lorsque les changements transforment ce mouvement, celui-ci reste fidèle à ses idées. Il cherche à trouver une identité propre au Québec en matière de design. Celui-ci est un fervent défenseur du Québec, il ne mentionne pas ou très peu le Canada dans ses projets. Connaissant le contexte politique du Québec dans les années 70, celui-ci à une grande appartenance à sa terre d’origine qu’est le Québec. Il est aussi nationaliste et pour l’idée que le Québec doit agir seul sans le Canada autant en design qu’au plan plus large. Il transmet ses idées dans son éducation auprès de ses élèves.

## Murale Bonheur d'occasion pour la station Saint-Henri du métro de Montréal (1978)
La murale a dû faire face à des défis importants, tels que la limitation des matériaux permis, le faible budget et la grande taille du mur à décorer, mesurant 70 pieds sur 10 pieds et situé dans une zone de métro très fréquentée. Malgré ces difficultés, le projet a réussi à se concrétiser, donnant naissance à une murale sur laquelle figure la phrase «bonheur d'occasion», écrite en briques colorées, en référence à l'écrivaine canadienne Gabrielle Roy.

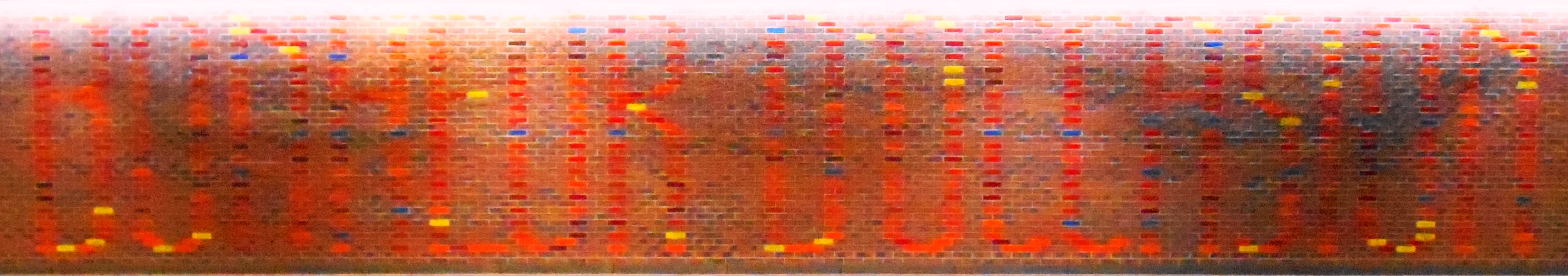
La station de métro Place-Saint-Henri immortalise le titre de cette œuvre par une murale en brique œuvre de Julien Hébert sur la mezzanine.

## Expo 67 (1967)
Son œuvre sans doute la plus connue du grand public est certainement le dessin du symbole de l’Exposition universelle de Montréal en 1967 (Expo 67).L'emblème, un cercle symbolisant notre planète, est composé de figures grecques de couleur et de forme identiques, représentant des personnes sans distinction de race, de sexe, de classe ou de religion, dans une posture qui rayonne d'euphorie. Cependant, en regardant le logo d'un autre point de vue, on découvre également une interprétation du Québec plus orientée vers la nature, puisque ces symboles évoquent les arbres et la neige, reflétant l'environnement nordique. Réalisé par voie de concours en juillet-août 1963 et dévoilé aux journalistes par le commissaire Pierre Dupuy le 7 octobre, le symbole illustre le thème de la terre des hommes et est inspiré de l’œuvre de Saint-Exupéry.À travers les deux perspectives que l'on retrouve dans le design du logo, on perçoit la vision personnelle de Julien sur la modernité qui repose sur le soutien au progrès sans aller jusqu'à l'extrême de l'abandon total de nos origines. Cependant, en décembre 1963, il fut contesté à la Chambre des Communes d’Ottawa par le chef de l’opposition, John Diefenbaker, car il ne portait ni l’Union Jack, ni la feuille d’érable du drapeau canadien qui, lui aussi, suscitait l’ire de Diefenbaker à la même époque. Une longue et pénible controverse s’ensuivit, largement relayée par les caricaturistes de la presse montréalaise, jusqu’à ce que le gouvernement de Lester Pearson refuse officiellement le 26 mars 1964 de renverser la décision du jury d’attribution. Après l’exposition, le symbole est demeuré celui du site de Terre des hommes (devenu le parc Jean-Drapeau).

L'emblème de l'Expo 67

## Principales œuvres
- Chaise d'aluminium désignée Contour Lounge Chair pour Siegmund Werner (1951)[14]
- Sculpture d’armoiries pour l’hôtel Reine-Élizabeth à Montréal (1958)
- Murale en céramique pour l’école secondaire de Pointe-Claire (1960)
- Sculpture d'aluminium pour le foyer de la Place des Arts à Montréal[14] (1962)
- Dessin du symbole d'Expo 67[14]
- Participation au design des expositions et des aménagements du Pavillon du Canada à Expo 67 (1964)
- Aménagement du Centre de tourisme italien (ENIT) à Montréal (1964)
- Design du plafond de la salle d’opéra du Centre national des Arts à Ottawa (1965)
- Signalisation visuelle intérieure de la Cité des Jeunes de Vaudreuil (1965)
- Design et aménagement du Centre de design à la Place Bonaventure à Montréal (1966)
- Études pour l’aménagement des pavillons du Québec et du Canada à l’exposition d'Osaka en 1970 (1967)
- Dessin d’un timbre pour la Société canadienne des Postes (1970)
- Dessin des symboles du Cégep du Vieux-Montréal[14] et de la Commission de la capitale nationale[14] (Ottawa) (1970)
- Dessin d’une médaille pour le Mouvement national des Québécois (1972)
- Dessin de fauteuils et aménagement du salon des VIP à l'aéroport de Mirabel (v. 1975)
- Murale Bonheur d'occasion pour la station Saint-Henri du métro de Montréal (1978)

## Honneurs
- Prix du National Industrial Design Committee (1953, 1954, 1955, 1956, 1957)
- Certificat d’excellence en design du Conseil national d’esthétique industrielle (1953, 1954, 1956, 1958)
- Premier prix aux concours artistiques du Québec, section Esthétique industrielle (1957, 1963)
- Médaille de l’Académie royale des arts du Canada (1968)
- Boursier de l’Institut culturel canadien à Rome (1969)
- Prix Paul-Émile-Borduas du gouvernement du Québec (1979)
- Designer émérite de l’Association des designers industriels du Québec (1983)